# Лебяженский (хутор)
Лебя́женский — хутор в Шолоховском районе Ростовской области.
Входит в состав Вёшенского сельского поселения.

## География
Расстояние до районного центра с учётом доступа транспортом — 15 км.

## Население
| 2010 |
| ---- |
| 88   |

## Улицы
На хуторе имеются две улицы — Плоткина и Школьная.